# Michelle Ramaglia
Michelle Ramaglia (18 de mayo de 1978) es una actriz mexicana.

## Biografía
Michelle nació en Ciudad de México pero vivió mucho tiempo en San Miguel de Allende, Guanajuato. Se interesó por la actuación desde pequeña, por lo que al egresar del colegio entró al CEA de Televisa. De aquí le dieron su primera oportunidad como actriz, participando en algunos capítulos de la miniserie Mujer, casos de la vida real.
Su primera telenovela fue Mi destino eres tú, de la productora Carla Estrada, aunque apareció de extra en un solo capítulo, como invitada a una boda. Siguió participando como extra en telenovelas como Velo de novia y Amarte es mi pecado, hasta que en 2004 tuvo su primer personaje acreditado, Vicky Galván en la telenovela de Emilio Larrosa Mujer de madera. Su carrera fue en ascenso con telenovelas como Código postal, Al diablo con los guapos, Corazón salvaje, Cuando me enamoro y Rafaela y después en la telenovela de José Alberto Castro La que no podía amar, interpretando a Consuelo Herrera, una dulce sirvienta enamorada de un peón de la hacienda donde trabajan.

## Trayectoria
| Año       | Proyecto                     | Personaje                |
| --------- | ---------------------------- | ------------------------ |
| 2015      | Simplemente María            | Pina                     |
| 2014      | La malquerida                | Nuria Vásquez            |
| 2013      | Corazón indomable            | Araceli de Quiroga       |
| 2011-2012 | La que no podia amar         | Consuelo Herrera         |
| 2010-2011 | Cuando me enamoro            | Priscila                 |
| 2009-2010 | Corazón salvaje              | Lourdes "Lulu"           |
| 2007-2008 | Al diablo con los guapos     | Adelina "Lina"           |
| 2006-2007 | Código postal                | Daniela Gutiérrez Santos |
| 2004-2005 | Mujer de madera              | Vicky Galván / Perla     |
| 2004      | Amarte es mi pecado          | Azafata                  |
| 2003-2005 | Mujer, casos de la vida real |                          |
| 2000      | Mi destino eres tú           |                          |